# Дамяни (Мазовецьке воєводство)
Дамяни (пол. Damiany) — село в Польщі, у гміні Червін Остроленцького повіту Мазовецького воєводства.
Населення — 91 особа (2011).
У 1975—1998 роках село належало до Остроленцького воєводства.

## Демографія
Демографічна структура станом на 31 березня 2011 року:
|          | Загалом | Допрацездатний вік | Працездатний вік | Постпрацездатний вік |
| -------- | ------- | ------------------ | ---------------- | -------------------- |
| Чоловіки | 45      | 9                  | 23               | 13                   |
| Жінки    | 46      | 12                 | 21               | 13                   |
| Разом    | 91      | 21                 | 44               | 26                   |